# 矮小細螯寄居蟹
矮小細螯寄居蟹（学名：Clibanarius humilis）为活額寄居蟹科細螯寄居蟹屬下的一个种。种加名 humilis 意为“矮小的”。